# Österreichisches Credit-Institut
Die Österreichische Credit-Institut AG (ÖCI) war eine österreichische Bank im 20. Jahrhundert.
Sie wurde als K. k. privilegiertes Österreichisches Credit-Institut für Verkehrsunternehmungen und öffentliche Arbeiten gegründet. Das Hauptziel war die Finanzierung von Infrastrukturprojekten in Cisleithanien, also dem österreichischen Teil Österreich-Ungarns. Nach Ende des Ersten Weltkrieges im Jahr 1918 wurde das Bankinstitut in Österreichisches Credit-Institut für Verkehrsunternehmungen und öffentliche Arbeiten umbenannt, 1919 in Österreichischen Credit-Instituts für öffentliche Unternehmungen und Arbeiten. Ab 1939 hieß es Hypotheken- und Credit Institut.
Nach Ende des Zweiten Weltkrieges wurde es als Folge des ersten Verstaatlichungsgesetzes 1946 gemeinsam mit der Creditanstalt-Bankverein und der Länderbank in Bundeseigentum übertragen. Dadurch fielen zahlreiche Unternehmen, die sich im Bankbesitz befanden, ebenso an den Staat.
In den Jahren zwischen 1972 und 1975 erwarb die Länderbank laufend sämtliche Anteilsrechte am ÖCI. Als die Länderbank 1990 mit der Zentralsparkasse fusionierte, fiel das ÖCI ebenso an diese. Im Jahr 1991 kaufte die Girozentrale das Bankinstitut. Im Zuge der Fusion 1992 wurde die neue Bank in GiroCredit Bank AG der Sparkassen umbenannt. Im Jahr 1997 fusionierte die Bank mit der Ersten österreichischen Spar-Casse-Bank AG zur Erste Bank der oesterreichischen Sparkassen.